# Loxodonta adaurora
Loxodonta adaurora é uma espécie extinta de elefante do gênero Loxodonta, pertencente aos modernos elefantes africanos. Os fósseis desta espécie tem sido encontrados apenas na África, onde se desenvolveram no Plioceno. Acredita-se que sejam o ancestral genético comum entre duas espécies de elefantes africanos atuais; no entanto, uma análise publicada em 2009 sugeriu que o L. africana evoluiu do L. atlantica. acredita-se que Loxodonta adaurora foi um Elefante Basal que deu origem a todo o grande grupo loxodonta.

## Características físicas
Loxodonta adaurora foi praticamente um elefante africano pré histórico, isso porque suas características eram bastante similares a de um elefante africano, suas orelhas podiam ser enormes, isso porque elefantes que vivem na savana geralmente usam suas orelhas para gerar vento e esfriar o seu corpo, seus dentes demonstram ser especializados para mastigar acácias ou até pequenas frutas, Loxodonta adaurora deu origem a L. Atlantica enquanto L. Atlantica deu origem aos recentes elefantes (L. Africana), A origem de L. Adaurora pode ter vindo de uma espécie chamada de Moeritherium, que possível mente deu origem a quase todos os Proboscideos.